# 禁欲主義
禁欲主義（きんよくしゅぎ, 英: Asceticism）とは、感性的欲望を悪の源泉、またそれ自体が悪であると考え、それを出来る限り抑圧し徳に進み魂の平安を得ようとする道徳上宗教上の立場。
イスラム教ではラマダーンとして、日の出から日没までの間、食物や水を含むすべての官能的な喜びを控えるという断食の形で禁欲を実践している。これはイスラム教の五行として信者の義務である。
防衛機制のひとつしても挙げられる。

## 仏教
仏教の開祖である釈迦は、若き修業時代は極端な禁欲生活を送っていたが、菩提を得た時には極端な苦行生活および快楽主義から離れる中道を見出した。中道は初転法輪でも初めに説かれた。
解脱への道においては五蓋の除去が挙げられ、釈迦は五感で得られる欲望(Kama)の放棄 (離欲, nekkhamma)こそが菩提の道だと説いている。

## ユダヤ教・キリスト教世界の禁欲主義
後期ユダヤ教の黙示文学では、現在の悪が支配する地上にやがて訪れる「来るべき世」の審判に備えて禁欲を求めた。また、エッセネ派のように聖性を熱心に追求するユダヤ教徒は禁欲的生活を実践した。紀元1世紀のユダヤ人著述家フィロンは、人里離れた場所で観想を目的とした禁欲的な共同生活を送るテラペウタイというユダヤ人コミュニティについて記録している。テラペウタイの在り様は後のキリスト教修道院制度に大きな影響を与えた。

## ヘレニズム世界の禁欲主義
肉体（物質的世界）と魂（精神世界）を対立させる二元論的な人間論が信じられたギリシャ哲学の諸派では、禁欲（アスケーシス）を理想的な人格形成に至るための「徳の訓練」として捉えた。プラトンは、誰もが分別を持ち、うつろいゆく世間とは然るべき距離を置く賢者になることを理想とした。プラトン哲学での哲学的生活には禁欲の実践が大きく取り入れられていた。
自ら求めず、自然（本性）に則り、運命に従うことを綱領としたストア学派にとって禁欲は必要不可欠な訓練だった。煩悩の源となる欲望を理性によって断ち、見せかけの善や悪に無関心でいられることはストア派の求めた理想的心境である。